# Elisabeth Williams
Elisabeth (Betty) Williams, z domu Smyth (ur. 22 maja 1943 w Belfaście, zm. 17 marca 2020 tamże) – działaczka na rzecz pokoju w Irlandii Północnej.
W 1976 razem z Mairead Corrigan powołała do życia kobiecy Ruch Pokoju Irlandii Północnej (później przemianowany na Wspólnotę Ludzi Pokoju), będący inicjatywą na rzecz pojednania katolików i protestantów oraz zakończenia wojny domowej. Razem z Corrigan zostały za to uhonorowane Pokojową Nagrodą Nobla za rok 1976.